# Swertia longifolia
Swertia longifolia är en gentianaväxtart som beskrevs av Pierre Edmond Boissier. Swertia longifolia ingår i släktet Swertia och familjen gentianaväxter. Inga underarter finns listade i Catalogue of Life.